# Évangéliaire

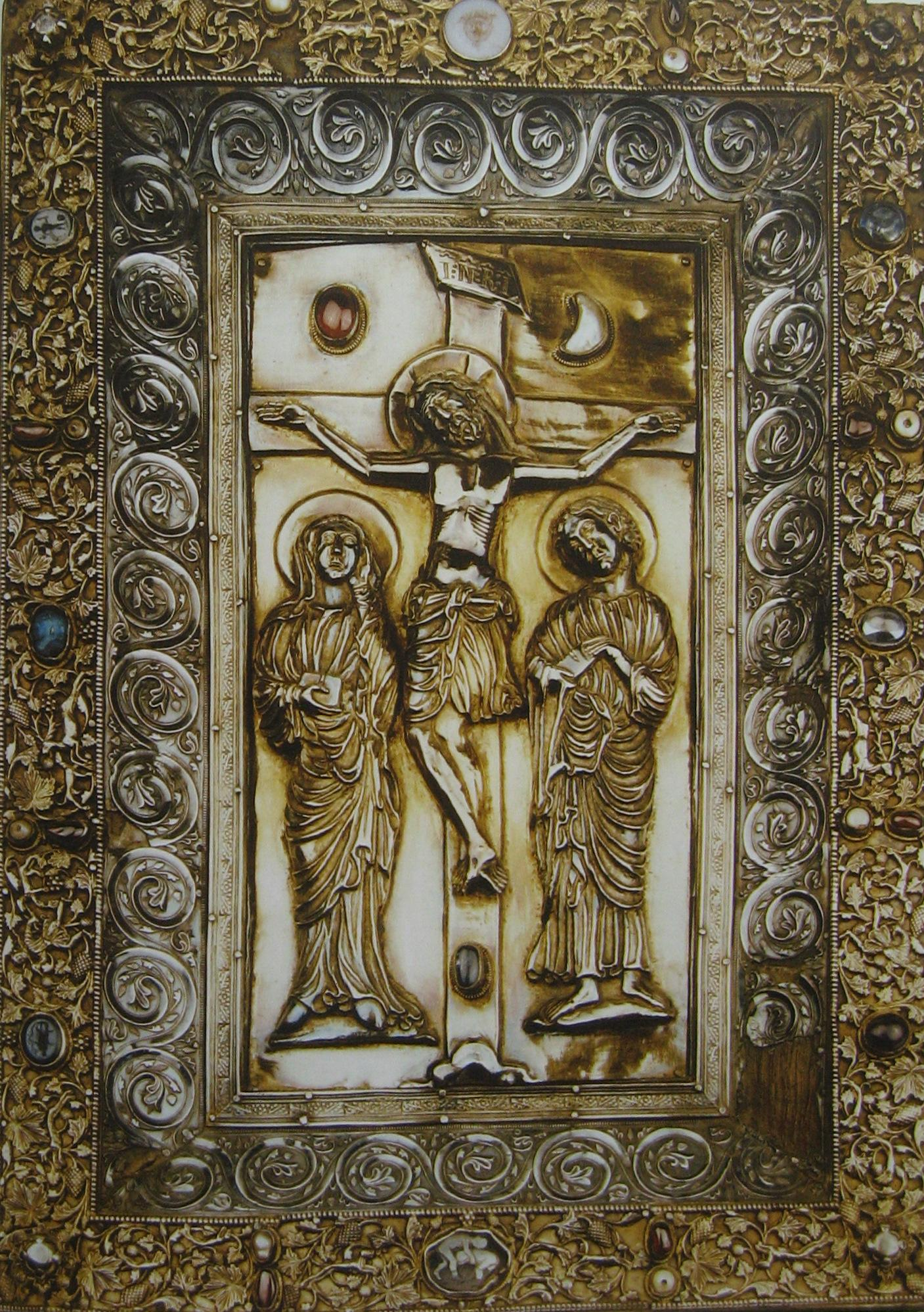
Couverture de l'évangéliaire d'Hugo d'Oignies, XIIIe siècle.

L'évangéliaire est un livre liturgique du christianisme qui contient la totalité ou une partie des Évangiles lus lors des célébrations liturgiques. Plusieurs variantes existent selon les différentes confessions chrétiennes.

## Terminologie
Le nom « évangéliaire » provient du grec Εὐαγγέλιον. Les terminologies latines et germaniques distinguent  le livre destiné à la lecture liturgique, composé de péricopes tirées des Evangiles, appelé "evangelistarium", en allemand "Evangelistar", parfois en ancien français "evangeliste", du livre contenant le texte intégral des quatre évangiles ("liber evangeliorum", "evangelium", en allemand "Evangeliar").

## Évangéliaire catholique latin
Dans le catholicisme de rite latin, l'évangéliaire est le livre liturgique destiné au ministre de la proclamation solennelle de l'évangile, en principe le diacre ou, à défaut, le prêtre. Il est distingué du missel et l'épistolier. Dans le rite romain ordinaire, toutes les péricopes bibliques sont généralement réunies dans un seul livre le lectionnaire. 

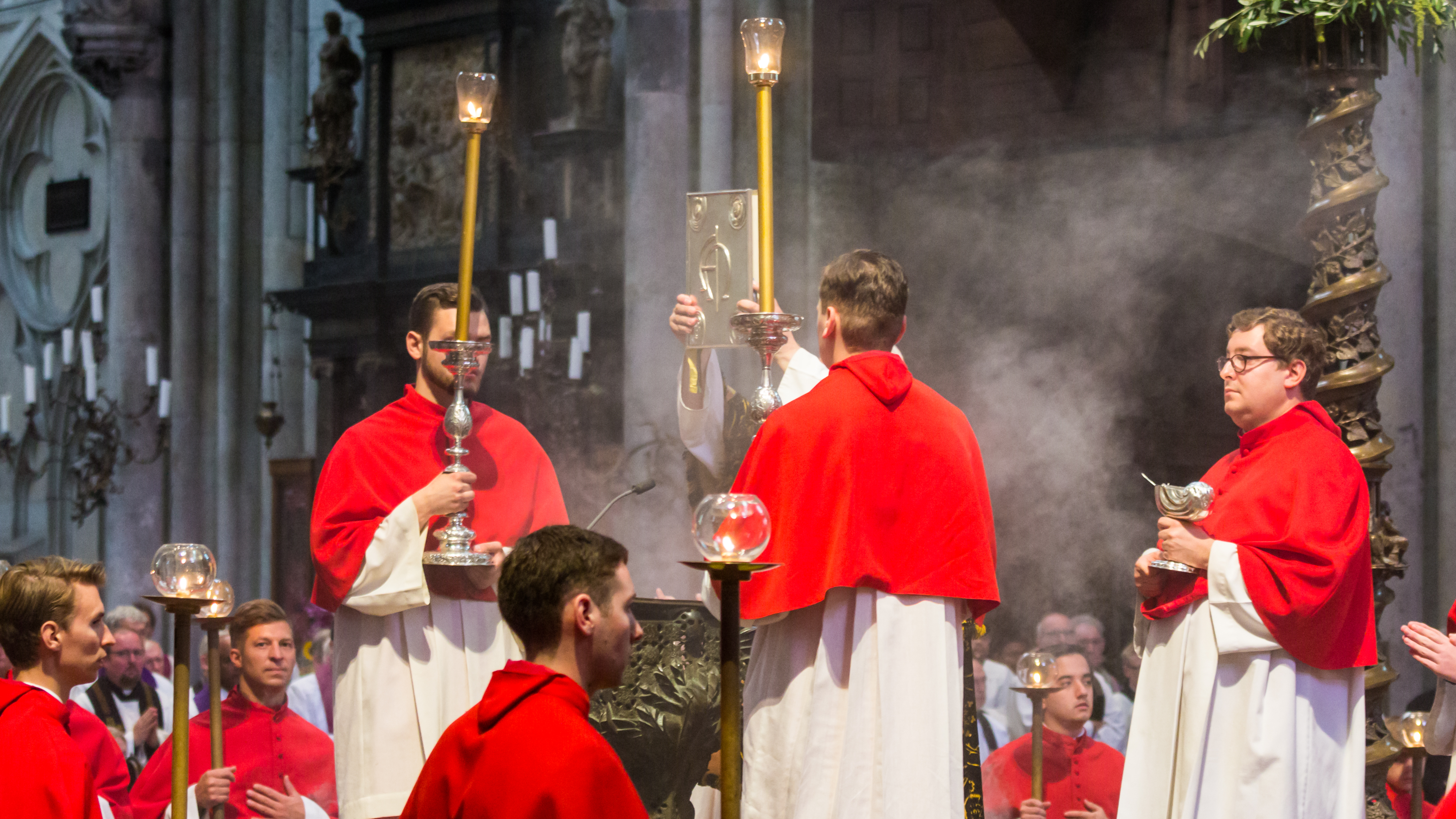
Evangéliaire élevé après la lecture solennelle de l'Evangile.

Selon la Présentation générale du Missel Romain qui gouverne son usage lors de la Messe, l'évangéliaire est porté en procession dans les messes solennelles. Il peut ensuite être posé sur l'autel, geste réservé aux objets sacrés. Lorsque vient le moment de lire l'Evangile, il est pris respectueusement par le diacre, qui l'apporte sur l'ambon et, après avoir échangé la salutation habituelle avec le peuple, l'encense. À la fin de cette lecture, les fidèles acclament la « Parole de Dieu » et le livre reçoit le baiser.

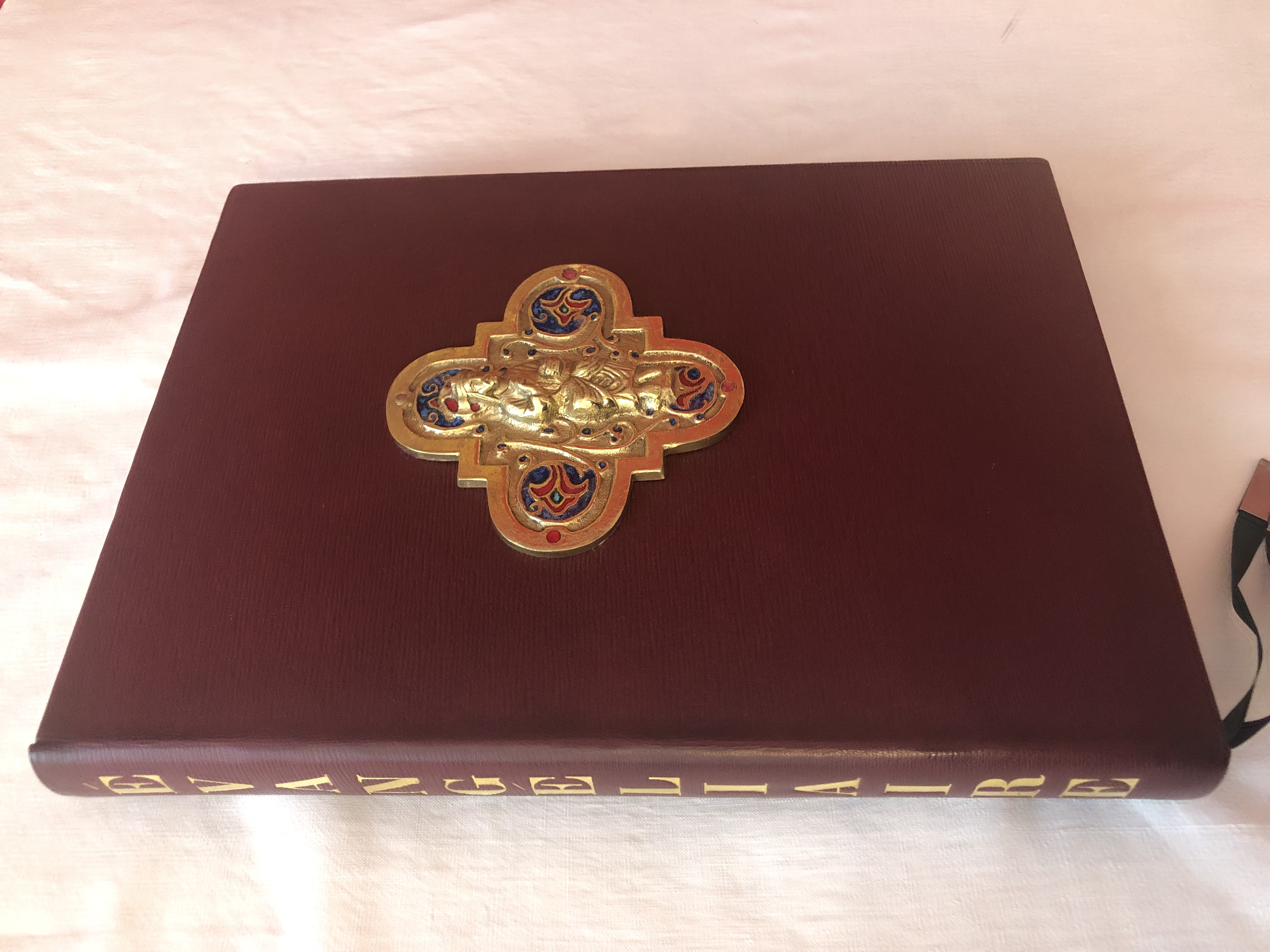
Evangéliaire contemporain de rite latin orné d'un émail de Limoges

L'évangéliaire peut être enluminé, et parfois même décoré avec des pierres précieuses. Ceci est dû au caractère qu'il revêt dans la liturgie de la parole. En effet, il apporte la Bonne nouvelle, autrement dit la parole du Christ. Lors de la célébration liturgique, il apparaît comme icône du Christ ressuscité, et est à ce titre entouré de flambeaux lors des processions et de la proclamation de l'Evangile.
L'évangéliaire contient les péricopes évangéliques des dimanches, solennités, et de certaines fêtes des saints, suivant le calendrier liturgique. 

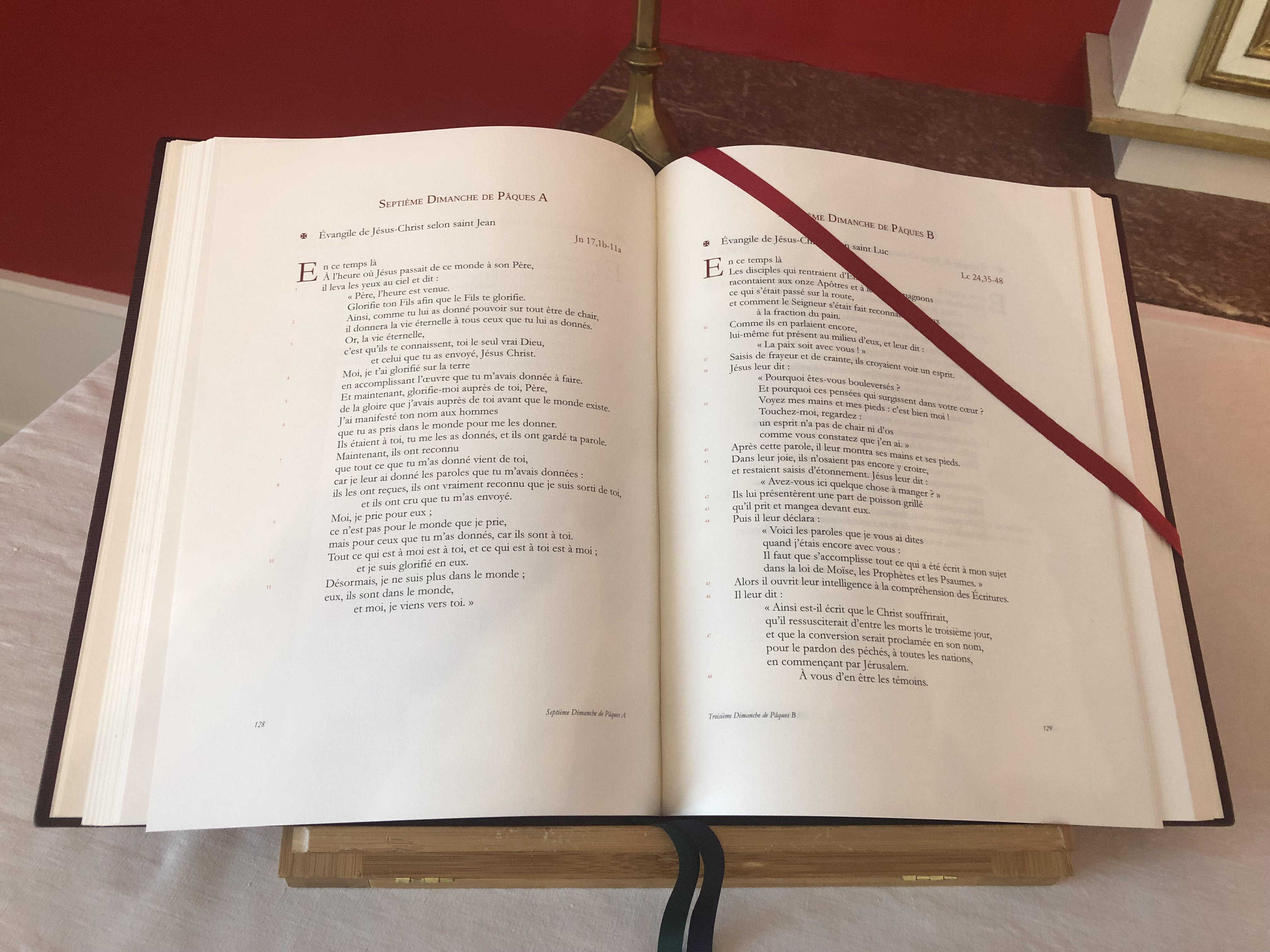
Evangéliaire de rite latin ouvert

Lors d'une ordination diaconale, l'ordinand est invité à toucher l'évangéliaire comme le signe de sa mission de proclamer la Parole de Dieu. Lors de l'ordination épiscopale, l'évangéliaire est imposé sur la tête de l'ordinand par deux diacres pendant toute la prière consécratoire. Ce geste signifie que l'Esprit-Saint prend pleinement possession de la personne de l'ordinand. A certaines messes pontificales célébrées par le Pape, on fait usage de deux évangéliaires. Le premier est utilisé par un diacre de rite romain qui chante l’Évangile en latin. Le second, par un diacre de rite byzantin (grec-catholique) qui chante l’Évangile en grec. De même, lors des funérailles d'un Pape, l'évangéliaire est placé ouvert sur son cercueil.
Depuis le Concile d'Ephèse de 430, il est d'usage lors des conciles oecuméniques, de placer l'évangéliaire sur un trône, comme présidant symboliquement l'assemblée. Cet usage fut respecté lors du Concile Vatican II.

## Évangéliaire orthodoxe et catholique oriental

### Origine

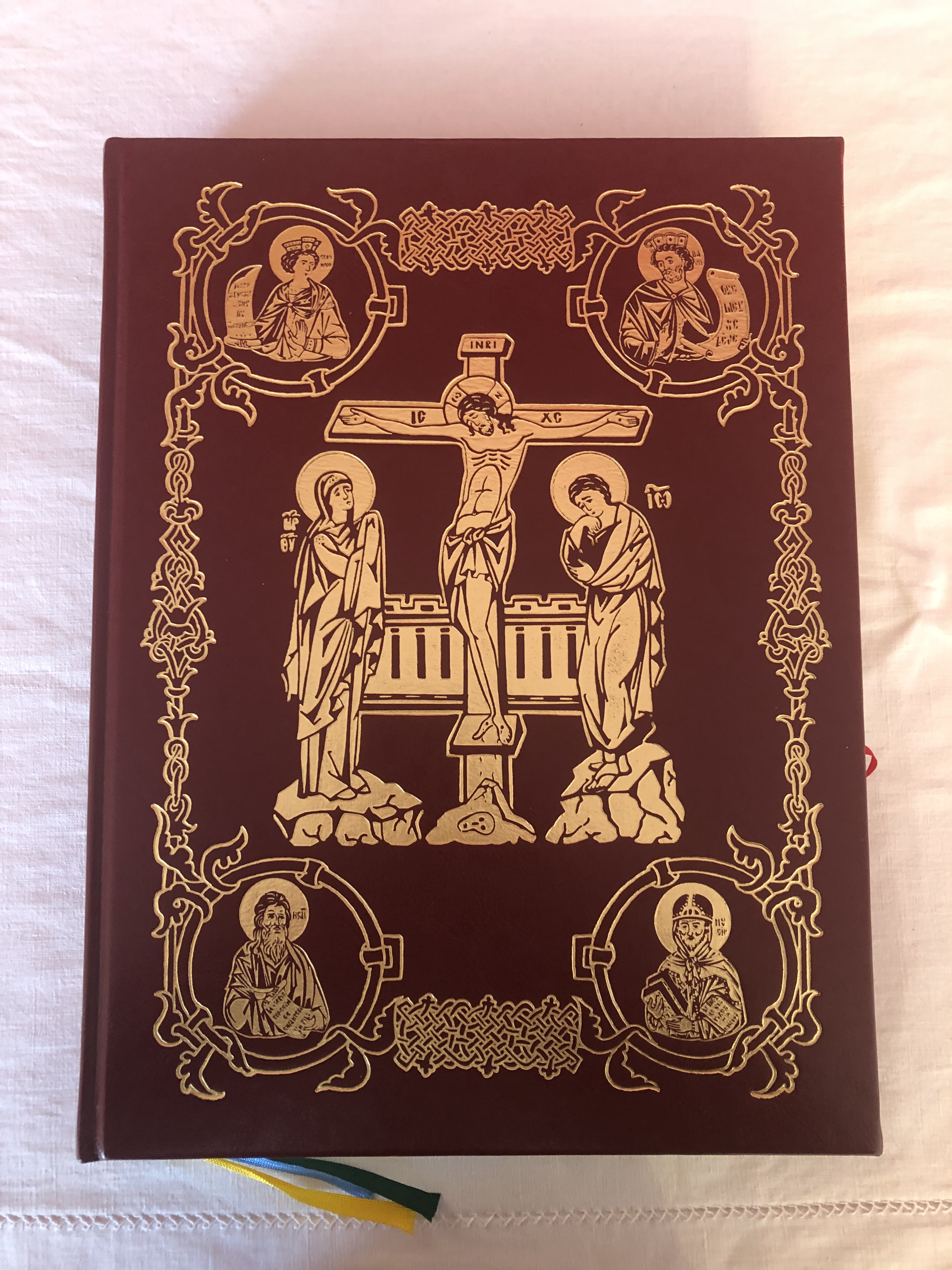
Evangéliaire de rite byzantin, travail de la couverture en cuir doré

L'évangéliaire tire son origine de la synthèse de deux façons de lire les textes bibliques selon les traditions hiérosolymitaine et constantinopolitaine. Dans la tradition hiérosolymitaine, le Grand Lectionnaire de l'Église de Jérusalem date de la première moitié du Ve siècle et est probablement le plus ancien des proto-évangéliaires.

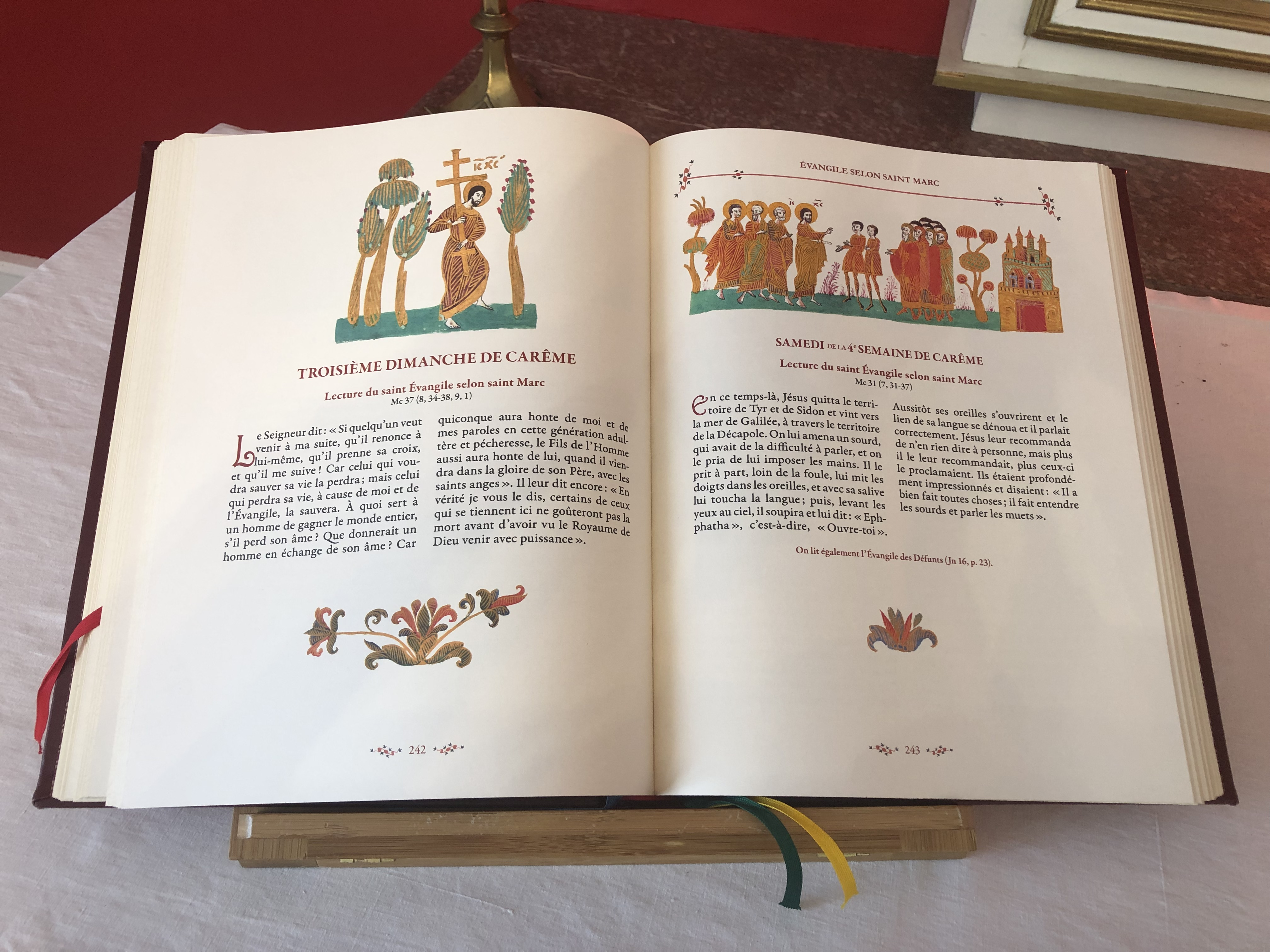
Evangéliaire de rite byzantin en langue française ouvert

Dans la tradition byzantine, il existe à l'origine deux types de lectionnaires, les courts ne contenant que les lectures pour les samedis et dimanches et les longs contenant les lectures pour tous les jours de la semaine. Job Getcha estime que le long lectionnaire est une forme complétée du courts qui s'est fait à partir du IXe siècle à la suite de la réforme stoudite préconisant l'ordo palestinen plutôt que celui de la Grande-Église.

### Contenu
Dans la tradition byzantine, il existe deux sortes d'évangéliaires. L'évangéliaire de la première sorte est nommé Lectionnaire ou Aprakos (en). Il contient des portions d'évangiles lus en fonction du calendrier liturgique en commençant depuis Pâques. Celui de la seconde sorte d'évangéliaire se nomme les Tétra-évangiles et comporte les quatre évangiles complets de Matthieu, Marc, Luc et Jean. Cet évangéliaire est souvent annoté et indique quelle péricope est lue à quelle période de l'année.
Dans le lectionnaire prévu par le Typikon de la Grande Église, onze péricopes sont lues lors des matines dominicales. Elles se nomment les onze évangiles de la Résurrection. On les retrouve aussi dans le lectionnaire arménien et le grand lectionnaire de l'Église de Jérusalem. Le tableau suivant dresse la liste de ces onze péricopes selon le Typikon de la Grande Église :
| no | Péricope    |
| -- | ----------- |
| 1  | Mt 28,16-20 |
| 2  | Mc 16,1-8   |
| 3  | Mc 16,9-20  |
| 4  | Lc 24,1-12  |
| 5  | Lc 24,21-35 |
| 6  | Lc 24,36-53 |
| 7  | Jn 20,1-10  |
| 8  | Jn 20,11-18 |
| 9  | Jn 20,19-31 |
| 10 | Jn 21,1-14  |
| 11 | Jn 21,14-25 |